# 津比采的揚
津比采的揚（波蘭語：Jan ziębicki，約1380年—1428年8月27日），津比采公爵，波爾科三世之子，1410年至1428年在位。
1408年，揚與伊莉莎白·拉克菲結婚，兩人沒有子女。1428年，揚在胡斯戰爭中陣亡於克沃茲科，津比采公國被波希米亞併吞。